# Akatowskoje (jezioro)
Akatowskoje (ros. Акатовское) – jezioro polodowcowe (zaporowe) w zachodniej Rosji, w osiedlu wiejskim Titowszczinskoje rejonu diemidowskiego w obwodzie smoleńskim.

## Geografia
Jezioro znajduje się w dorzeczu rzeki Kaspla, 21,5 km na południowy wschód od miasta Diemidow. Połączone jest kanałem z sąsiednim jeziorem Diwo. Brzegi północne, wschodnie i południowo-wschodnie są wysokie, a południowo-zachodnie niskie i podmokłe. Dno jest płaskie. Akwen jest pomnikiem przyrody.